# Sinnamarides delamarei
 (août 2019).
Genre
Espèce
Sinnamarides delamarei, unique représentant du genre Sinnamarides, est une espèce de collemboles de la famille des Sminthurididae.

## Distribution
Cette espèce est endémique de Guyane.

## Étymologie
Cette espèce est nommée en l'honneur de Claude Delamare Deboutteville.

## Publication originale
- Betsch & Waller, 1991 : Collemboles symphypleones de Guyane. 1. Un nouveau genre de Sminthurididae. Revue d'Écologie et de Biologie du Sol, vol. 28, no 2, p. 229-235.